# مناهضة الدولة
مناهضة الدولة هي نهج للفلسفة الاجتماعية أو الاقتصادية أو السياسية يعارض نفوذ الدولة على المجتمع. وقد نشأت كرد فعل على تشكيل الدول ذات السيادة الحديثة، والتي اعتبر المناهضون للدولة أنها تعمل ضد مصالح الشعوب. خلال القرن التاسع عشر، صاغ الأناركيون نقدًا للدولة أيد الجوانب التعاونية واللامركزية المتأصلة في المجتمع البشري. وفي وقت لاحق، تبنت الليبرالية الجديدة مناهضة الدولة، التي سعت إلى خفض استثمار الدولة في القطاع العام وتوسيع الاستثمار في القطاع الخاص. وقد أدى هذا إلى رد فعل من جانب الحركات الاجتماعية المناهضة للدولة، والتي أصبحت الآن منفصلة عن مزايا التي يمكن ان توفرها الدولة، وسعت إلى الإطاحة بأنظمة الدولة أو الحد منها ، من خلال حرب العصابات أو من خلال إنشاء مؤسسات محلية لامركزية ومستقلة على التوالي.

## خلفية مفهوم مناهضة الدولة
نشأ المفهوم الحديث للدولة ذات السيادة في أعقاب صلح وستفاليا، الذي حدد حقوق الدول وواجباتها وحدودها، ليحل محل النظام الإقطاعيالقديم. وقد دعم صعود الاستعمار والرأسمالية التجارية في الوقت نفسة و توطيد هذه الدول الأوروبية الجديدة حيث بنيا قاعدة اقتصادية للدول ذات السيادة لتاسيس احتكار للعنف وتنظيم بيروقراطية. وقد نشأت التيارات المناهضة للدولة لانتقاد ومعارضة الدولة البيروقراطية الحديثه، والتي تعتبر استبدادية بطبيعتها وتعمل ضد الحرية الفردية. 

## تطور المعارضة الرسمية
بدأت المعارضة الرسمية للدولة ذات السيادة الحديثة في الظهور خلال القرن التاسع عشر، حيث بدأت الاتجاهات السياسية المختلفة تزعم أن الدولة تعمل ضد "الميول الطبيعية" للشعوب نحو اللامركزية. وقد أدعى هؤلاء المناهضون للدولة أن المركزية تعزز مصالح الدولة والتي تخضع للمصالح الشعبية، واعتبروا أن الدافع الرئيسي للدول هو التوسع الإقليمي، وقد اعتقدوا أنه هذا النظام سيؤدي حتماً إلى حرب بين الدول.  كان كارل ماركس وفريدريك إنجلز من أوائل المناهضين للدولة، والذين وضحا في كتابهما البيان الشيوعي، الذي كتباه أثناء ثورات عام 1848 ،  وضحا بأن الدولة الرأسمالية تعمل ضد مصالح الطبقة العاملة ودعيا إلى ثورة للإطاحة بالدول القائمة وإنشاء جمعية حرة للمنتجين بدلاً منها 
سرعان ما تطور أحد فروع معاداة الدولة إلى الفلسفة السياسية الفوضوية ، والتي شكلت من خلال أعمال بيتر كروبوتكين وإليزيه ريكلوس المذهب الطبيعي ضد الدولة.  افترض كروبوتكين أن التطور البشري كان مدفوعًا بعملية المساعدة المتبادلة وأن الميل الطبيعي للإنسانية نحو التعاون أثر بالتالي على تطورها الاجتماعي والثقافي .  كان كروبوتكين يعتقد أن الرأسمالية والدولة تعملان ضد الميل الطبيعي للمجتمع البشري نحو التعاون واللامركزية، ونظر للتوسع الإقليمي للدول الحديثة، بما في ذلك جمهورية روسيا السوفيتية، على أنه مناقض للجغرافيا البشرية .  كما انتقد ريكلوس الحدود الدولية باعتبارها "مصطنعة" بطبيعتها لأنها لا تتوافق مع المناطق الطبيعية ، ورأى أن الصراع العنيف هو نتيجة حتمية للتوسع الإقليمي للدولة، والذي انتقده لأنه يضع البشرية في مواجهة الطبيعة. 
في القرن العشرين، تطورت الحركة المناهضة للدولة في اتجاهين، أحدهما سعى إلى "تفريغ الدولة" والآخر سعى إلى إنشاء حركة للإطاحة بالدولة.  وقد تحول الاتجاه السابق إلى الليبرالية الجديدة ، التي كانت تهدف إلى التراجع عن الإصلاحات الكينزية من خلال تقليص الاستثمار الحكومي في البنية التحتية العامة والرعاية الاجتماعية وتأسيس تحرير القيود التنظيمية، بدلا من إلغاء الدولة بالكامل. يميل الليبراليون الجدد إلى فكرة اقتصاد مبدأ عدم التدخل، مفضلين الاستثمار في القطاع الخاص بدلاً من القطاع العام ، لأنهم يعتقدون أن الأول سيقدم فائدة أكبر للمجتمع من الأخر.  في المقابل، قد تسعى الحركات الاجتماعية المناهضة للدولة إلى الحد من نفوذ الدولة أو القضاء على تأثير الدولة، إما من خلال وسائل عنيفة أو غير عنيفة. يقوم البعض بشن حرب عصابات ضد الدولة، في حين يحاول البعض الآخر إقامة شكل من أشكال الحكم الذاتي المستقل عن الدولة أو توزيع السلطة على المؤسسات المحلية . في كثير من الحالات، نشأت هذه الحركات الاجتماعية كرد فعل ضد السياسات الليبرالية الجديدة، حيث اصبح عدد أقل من الناس يشعرون ب الانتماء في الدولة التي تتخلص بشكل متزايد من القطاع العام. 